# Ströja naturreservat
Ströja naturreservat är ett naturreservat i Norrtälje kommun i Stockholms län.
Området är naturskyddat sedan 2001 och är 24 hektar stort. Reservatet omfattar en udde i vid västra stranden av Ströjan. Reservatet består av granskog med inslag av lövträd.